# Crunch

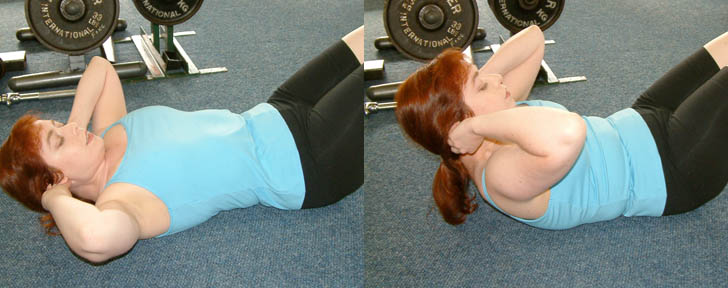
Een crunch.

De crunch is een van de meest voorkomende buikspieroefeningen. Hij werkt vooral op de rechte buikspier (musculus rectus abdominis).

## Vorm
Een crunch begint met het gaan liggen op de vloer met de knieën gebogen. De beweging begint met het krullen van de schouders naar het bekken. De handen kunnen achter of naast de nek gehouden worden, of gekruist over de borst. Schade kan worden veroorzaakt door  met de handen tegen het hoofd of de nek te duwen.

## Alternatieven
Crunch-oefeningen kunnen worden uitgevoerd op oefenballen. Gewichten kunnen worden gebruikt, meestal onder de kin geklemd, om de weerstand te verhogen. Het vergroten van de afstand zal ook de belasting op de buik verhogen als gevolg van het hefboomeffect.
Sit-ups en push-ups, resulteren niet in het ter plaatse afnemen van de hoeveelheid vet. Een 'sixpack' vereist buikspier-training in combinatie met vetverlies in de hele buik, dat alleen mogelijk is door het verliezen van vet in het gehele lichaam.

## Verschillen tussen een crunch en een sit-up

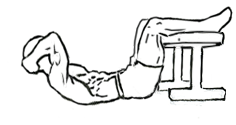
Bij een crunch komt de onderrug niet van de grond.

In tegenstelling tot de sit-up komt bij het uitvoeren van een crunch de onderrug niet van de vloer. Zo worden de heupflexoren niet gebruikt en is de crunch een effectieve manier om alleen de buikspieren te trainen. Hierdoor is de crunch ook minder belastend voor de onderrug dan een sit-up. De moeilijkheidsgraad van de crunch kan worden verhoogd door in een hoek op een bankje (declined bench) te gaan liggen en een gewicht op de borst of achter het hoofd te houden.